# 그네

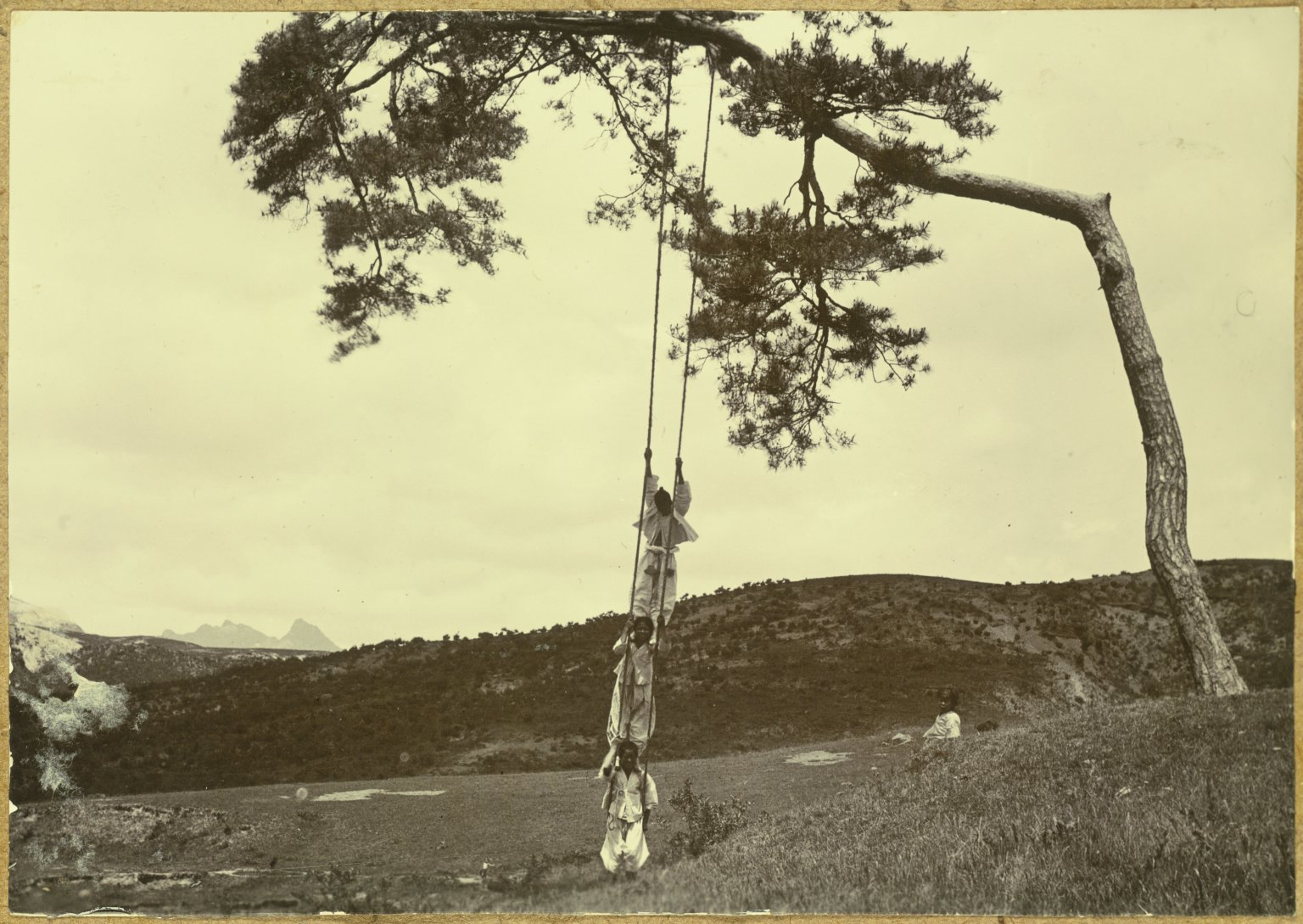
조선시대 그네

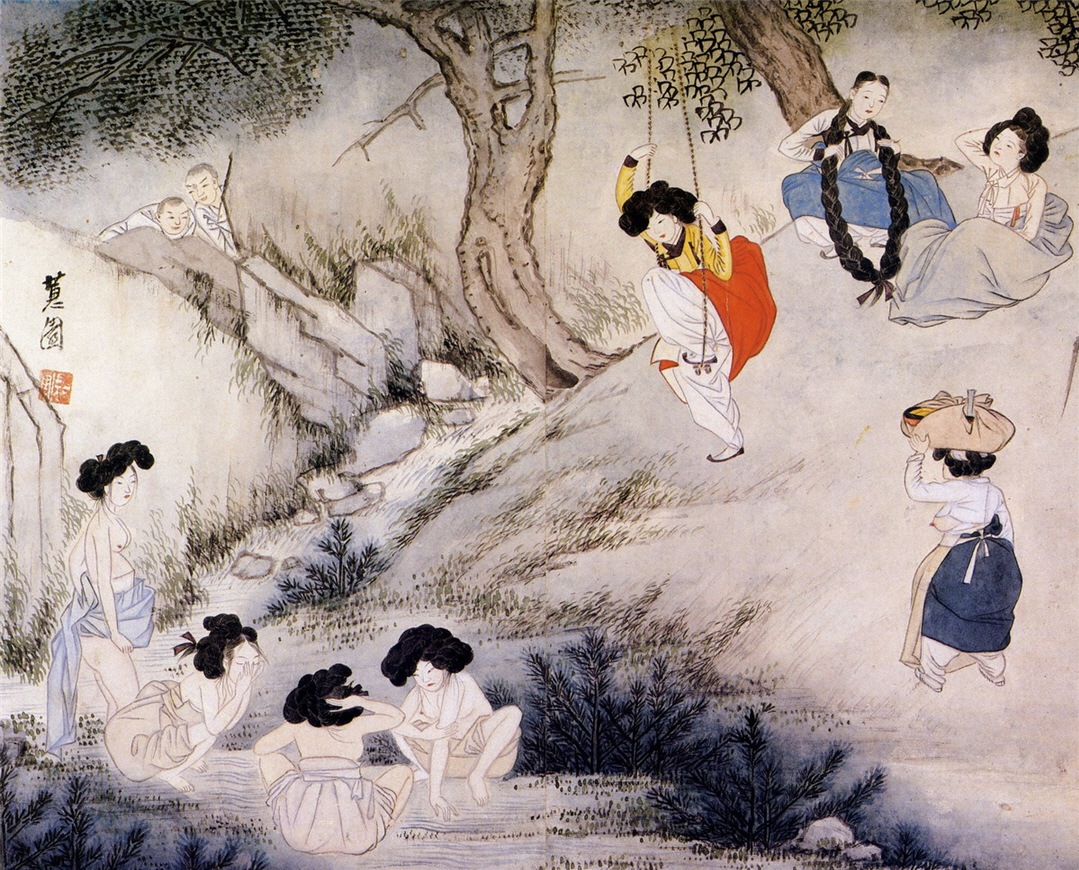
신윤복필 풍속도 화첩 단오풍정 (端午風情)

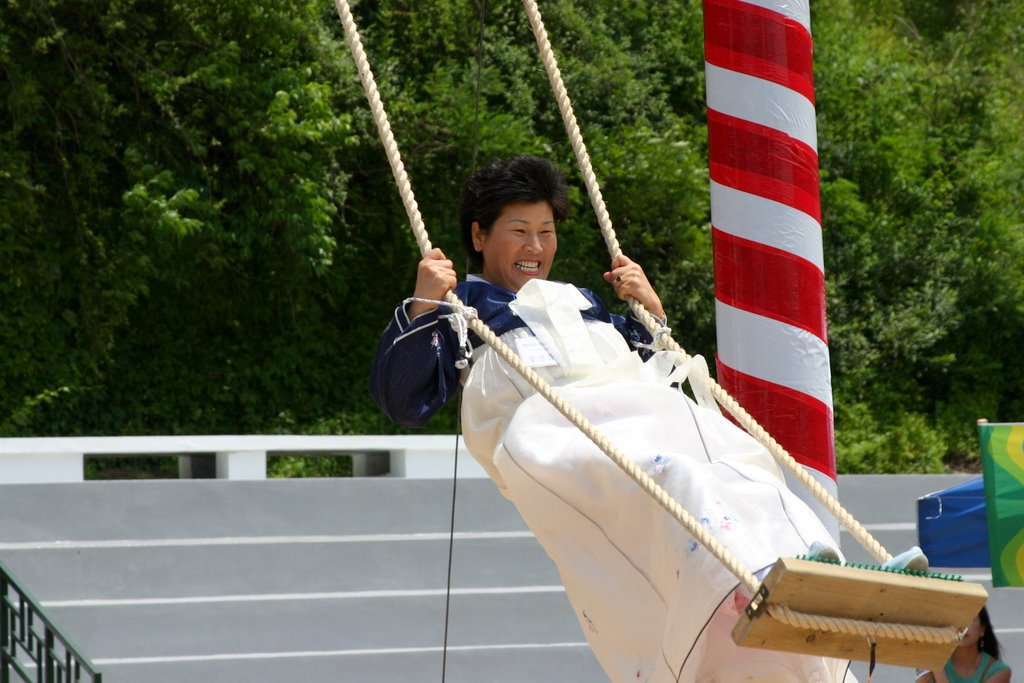
안동민속박물관

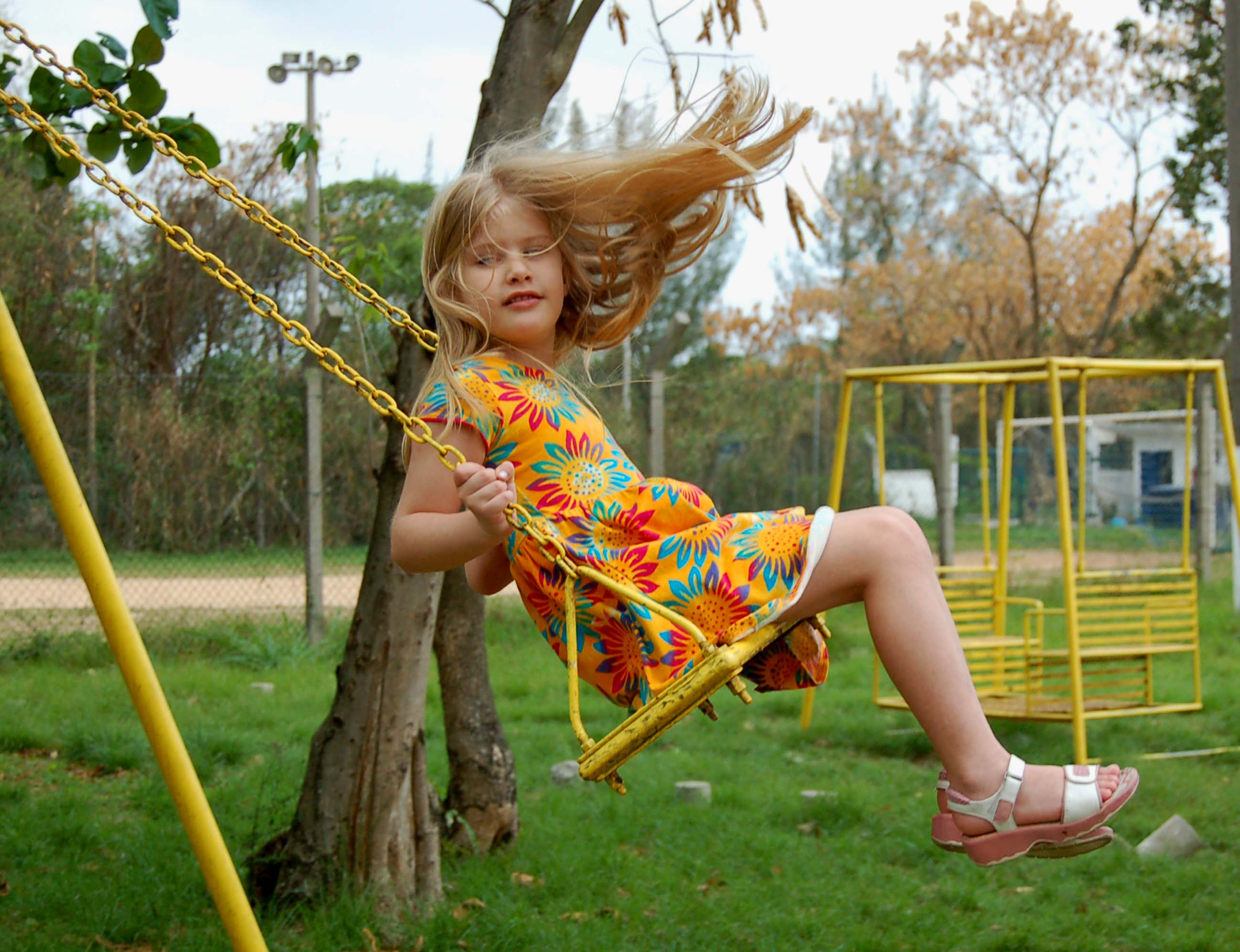
쇠사슬로 연결된 그네를 타고 있는 소녀.

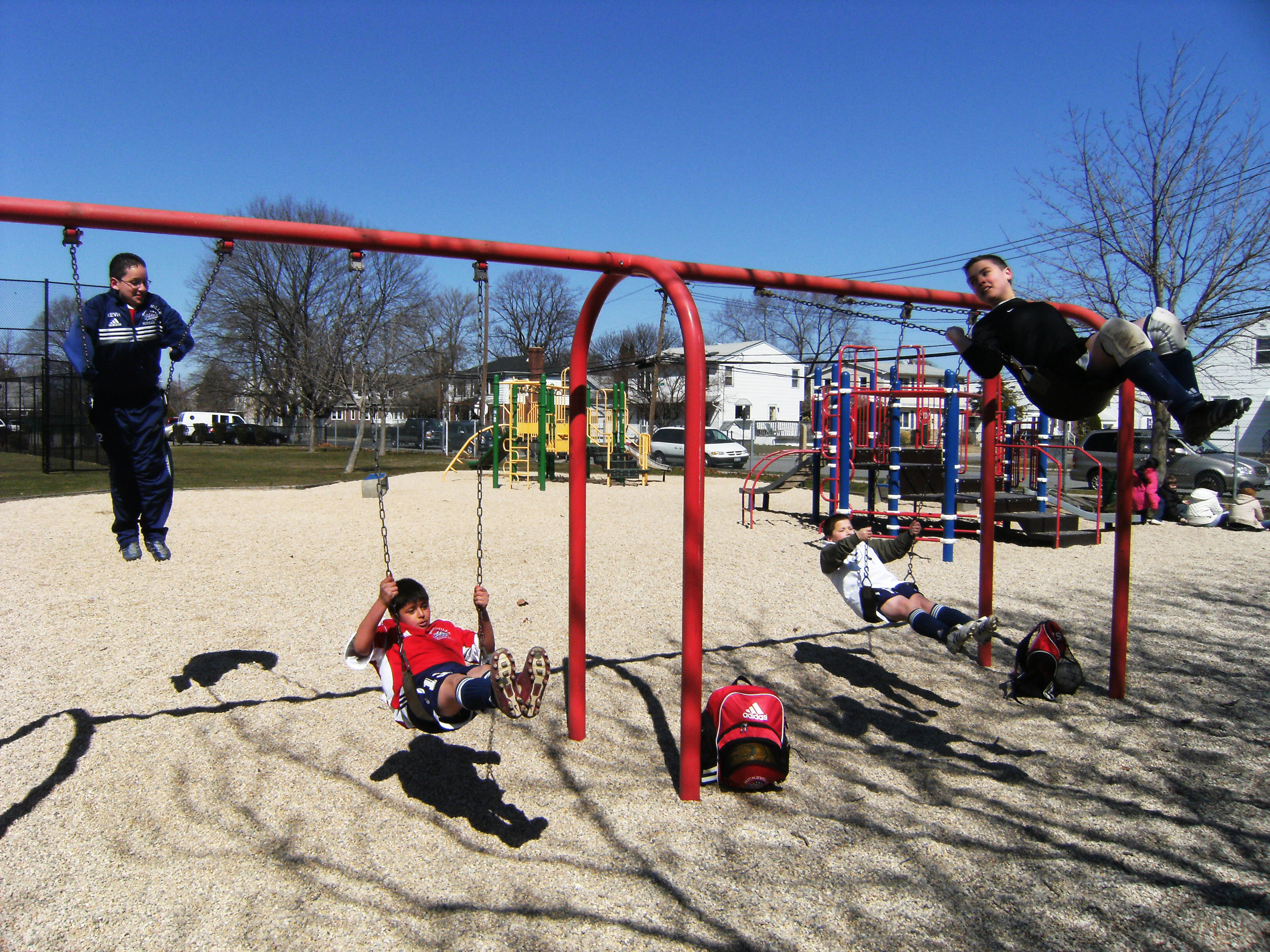
그네를 타고 있는 아이들.

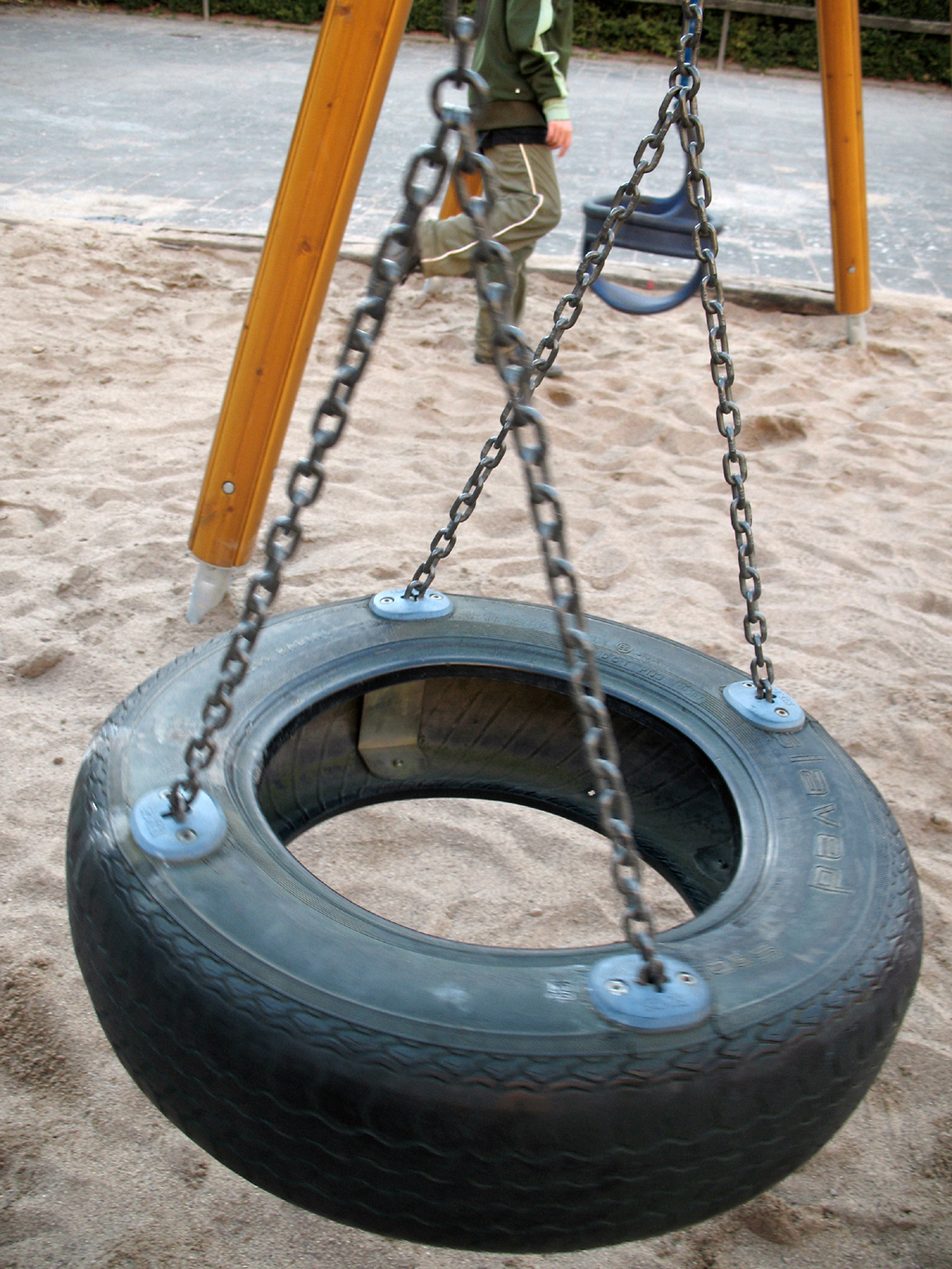
타이어로 만든 그네.

그네(영어: swing)는 발판에 끈을 매어 앞뒤로 흔드는 놀이기구이다.
놀이터에 흔히 설치된다. 사람들이 베란다에 놓아 두기도 한다. 서커스 공연 시 광대에 의해 사용되기도 한다.
사람들은 그네의 밑싣개를 윗쪽에 있는 가로 지르는 막대틀에 매단다. 대개 쇠사슬이나 동아줄을 가지고서 위아래를 연결한다. 놀이터에서는 대개 한 대의 그네만이 아니라 여러 대의 그네를, 금속이나 목재로 된 그네틀에 매달아 설치한다. 이는 동시에 여러 명의 아이들이 그네를 탈 수 있게 하기 위함이다.
실제 그네의 크기와 모양에는 참으로 다양한 종류가 있다. 유아용 그네에는 다리를 넣을 수 있는 구멍이 있는 종류가 있다. 이에 아이가 구멍에 다리를 넣고 등을 곧게 편 자세를 유지할 수 있게 된다. 그네틀에 줄사다리가 달린 종류도 있으며 미끄럼 장대가 달린 종류도 있다. 밑싣개는 플라스틱, 목재, 범포 등을 써서 만들기도 한다.
또한 민속놀이의 하나이며, 큰 나무의 가지나, 두 기둥 사이로 가로지른 막대에 두 가닥의 줄을 매어 늘이고, 줄의 맨 아래에 밑싣개를 걸쳐 놓고 올라서서 몸을 움직여 앞뒤로 왔다 갔다 하면서 논다.

## 그네의 운동
그네가 그 움직임을 일단 시작하면, 마찰 때문에 멈추거나 외부의 힘에 의해 멈출 때까지 진자처럼 진동한다.

## 역사
중국에서는 위진남북조 시대 진 나라 때부터 이미 그네가 유행하였다. 당송 대에 이르러서는 많이 보급된 유희 종류가 되었다.
한국 여성들은 전통적으로 단오날에 그네를 탄다.

## 각종 그네

### 옛날 그네
옛날에는 큰 느티나무나 버드나무 등 자연수목의 옆으로 뻗은 가지에 그네를 매달기도 하였다. 혹은 넓은 터에 통나무를 높게 세우고 그 둘을 가로질러 묶고 나서 그네를 매달기도 하였다.

### 타이어 그네
타이어 그네는 온전한 타이어 하나를 가지고 만든 그네이다. 나무에 줄을 매달고 거기에 쓰던 타이어 혹은 새 타이어를 묶어 만든다. 상용 타이어 그네는, 보통, 새 타이어를 묶어 만들되 그것에 둥근 금속 봉을 덧대 안전성을 높이고, 금속이나 나무 막대에 쇠사슬을 묶어 매달아 만든다.

### 리아나 그네
만경목(liana, 리아네, 열대산 칡의 일종)으로 자연산 그네를 만들기도 한다. 후지산 근처 아오키가하라 숲 같은 아열대 숲에서 자라는 리아나라는 식물을 가지고 만든다.

## 갤러리

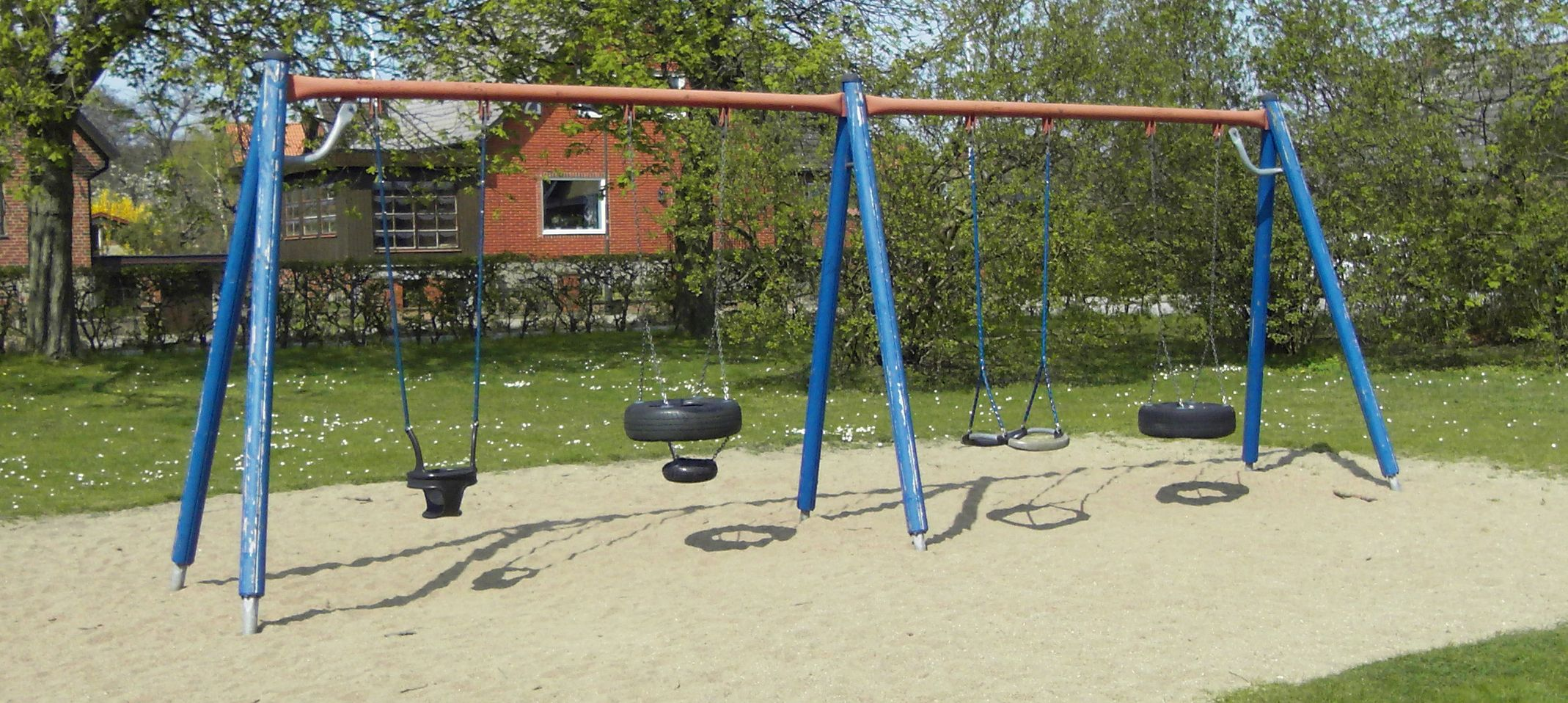
아이들을 위한 그네.
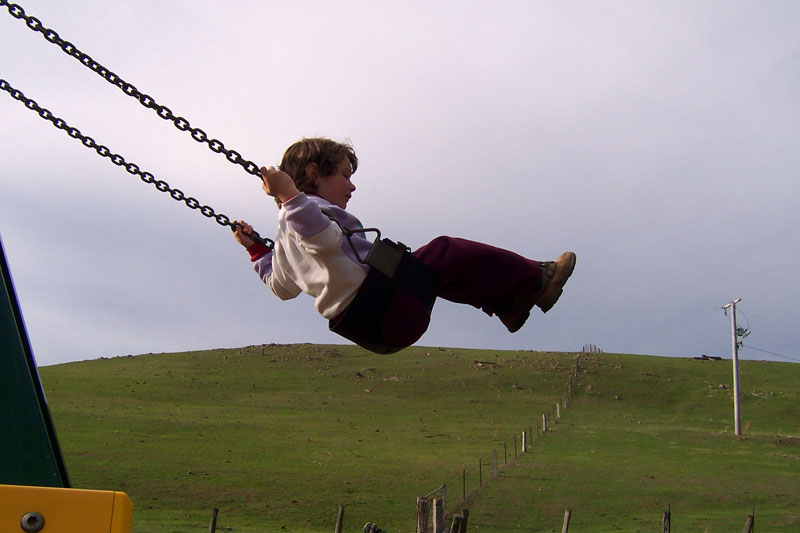
그네를 타는 아이.
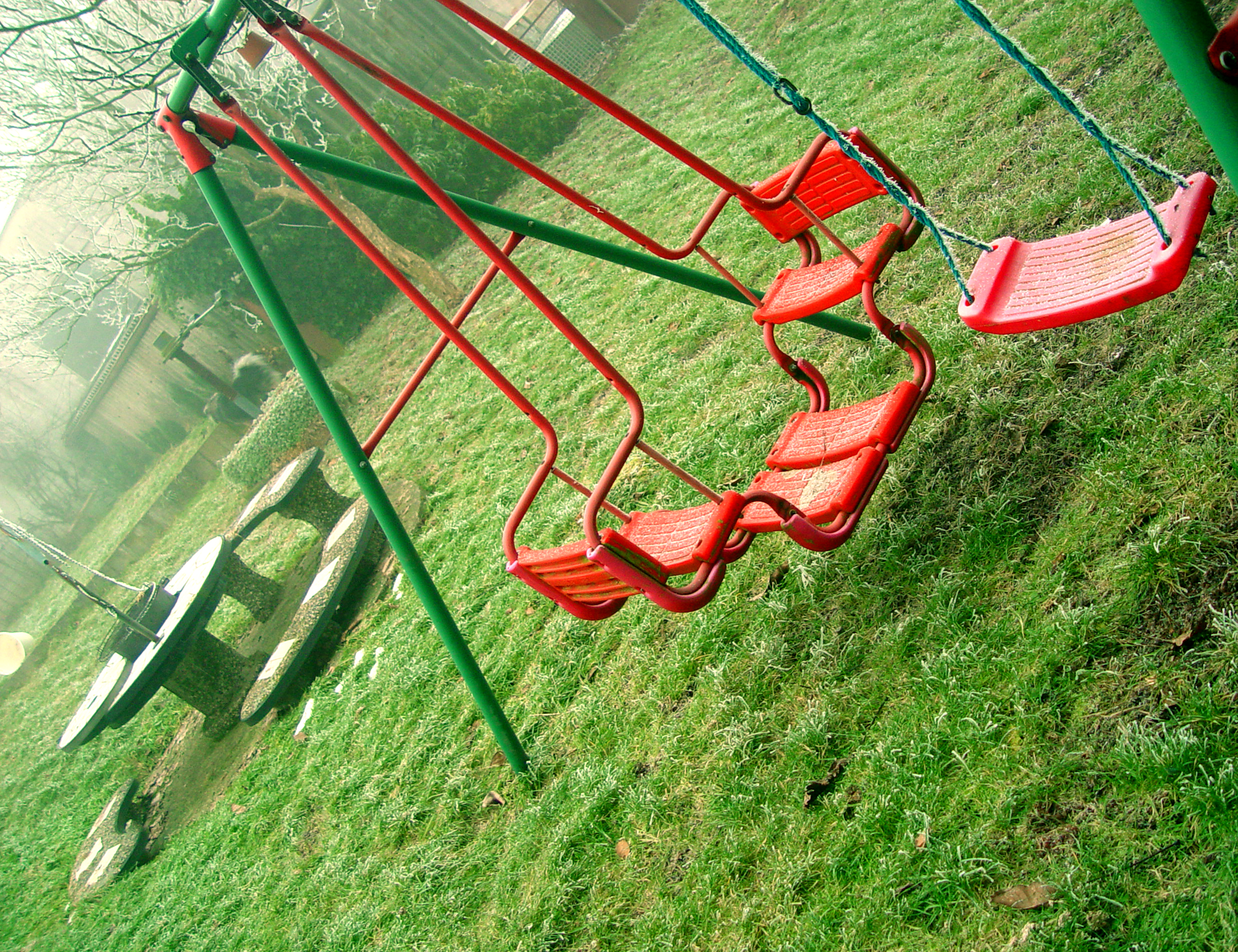
2인용 및 1인용 그네.
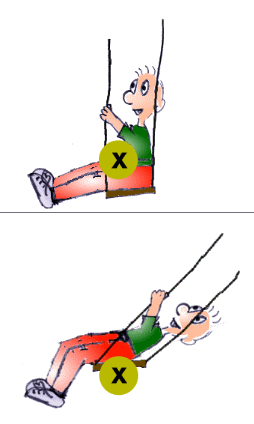
그네 타기에서의 중심 이동.
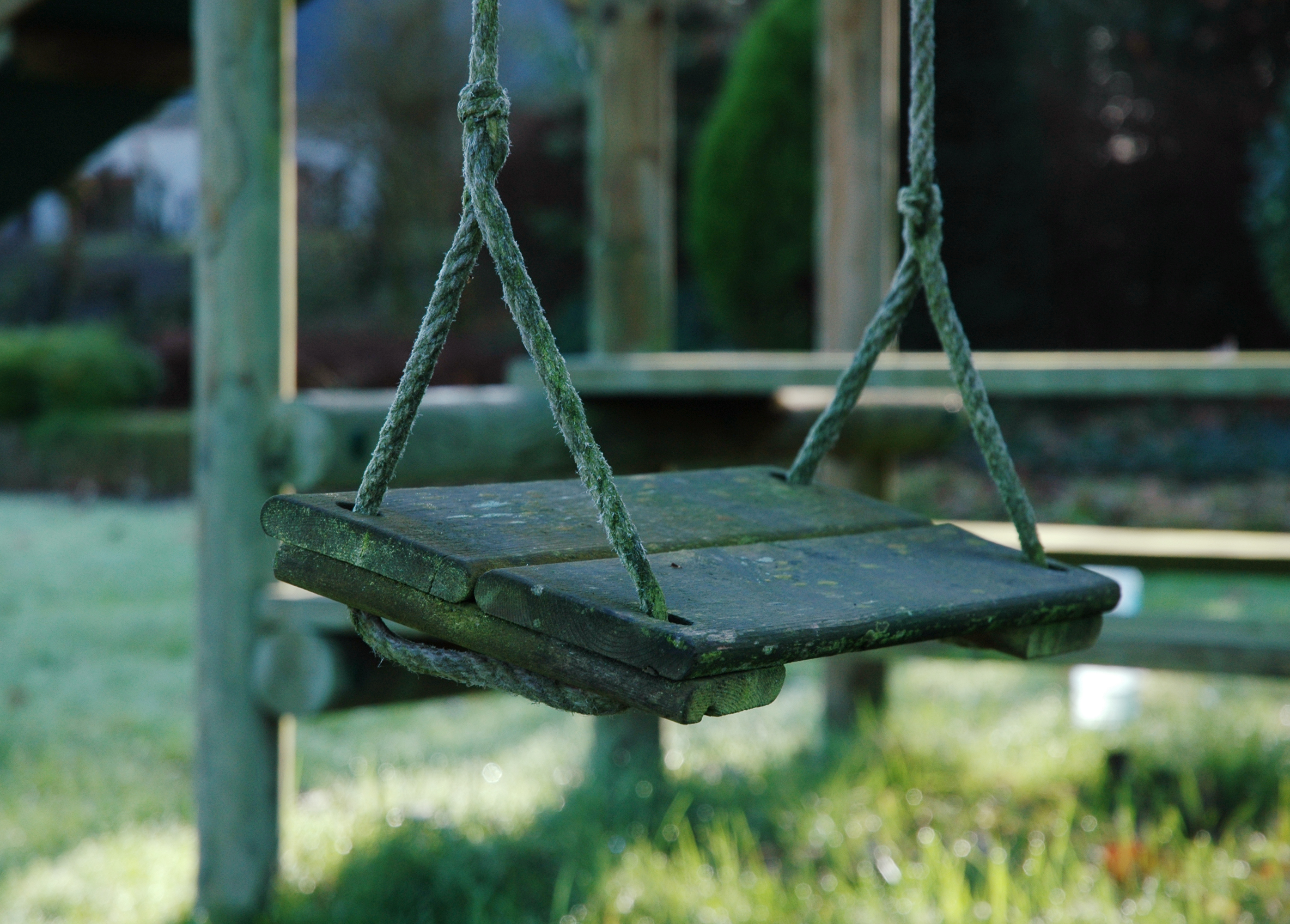
가까이서 촬영한 목재 그네.
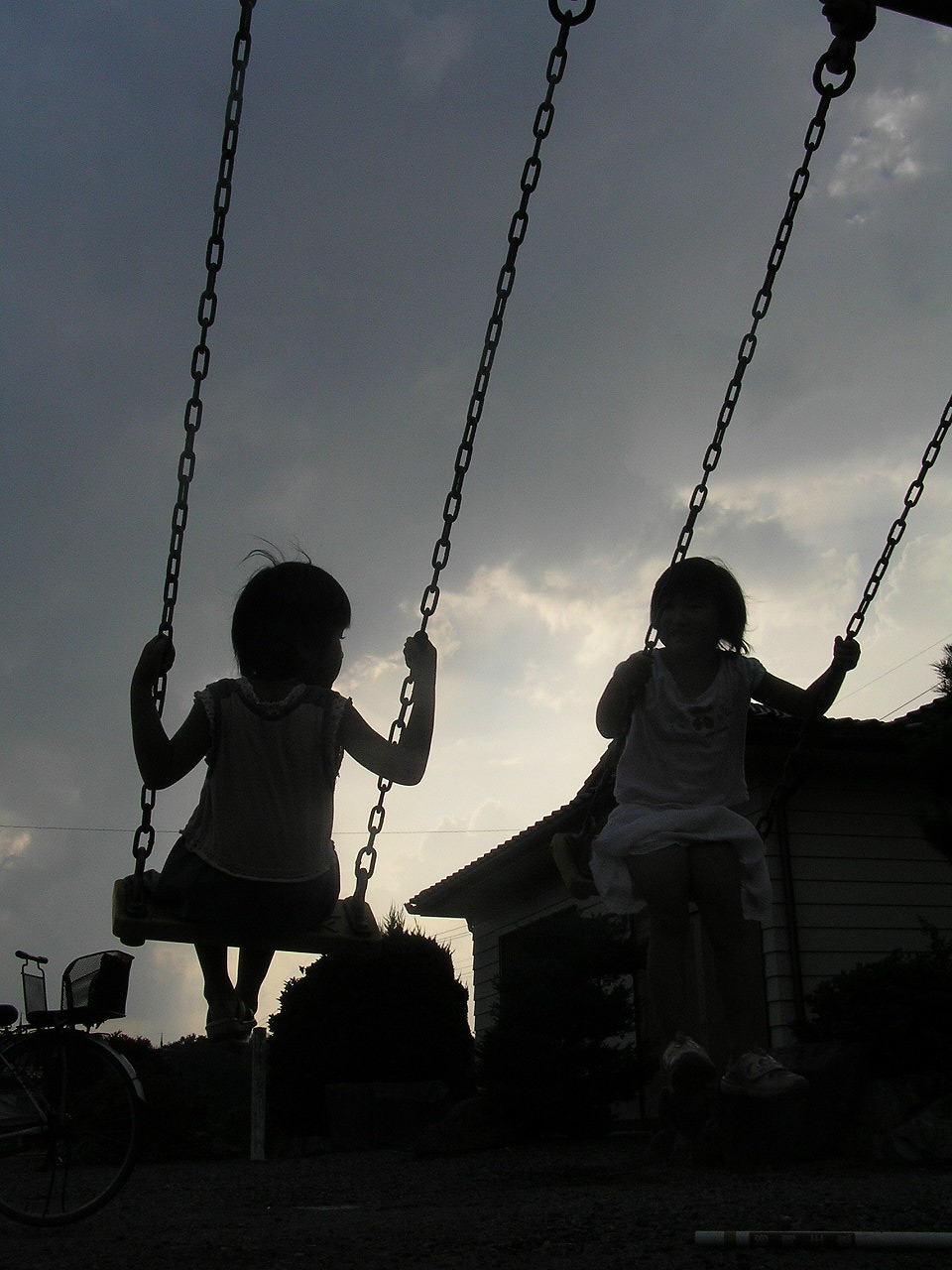
해질녘 그네를 타고 있는 소녀들.
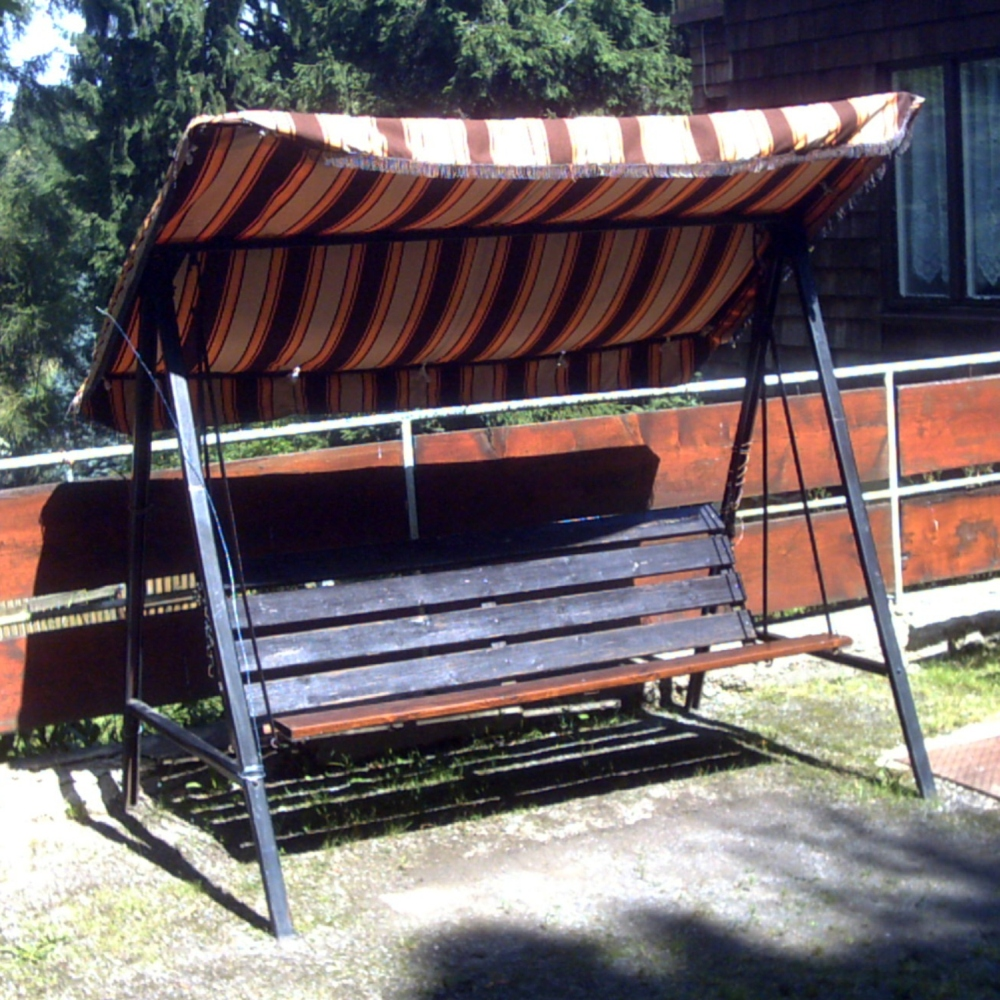
캐노피 그네.

## 같이 보기
- 파라메트릭 발진기
- 해먹
- 시소
- 키킹